# Augusto César Leal Angulo
Augusto César Leal Angulo (Badiraguato, Sinaloa, 3 de junio de 1931 - Ciudad de México, 29 de enero de 2013) fue un químico y político mexicano, miembro del Partido Acción Nacional, fue senador de México para el periodo 2006 a 2012.
Augusto César Leal Angulo Ingeniero Químico egresado del Instituto Politécnico Nacional y Periodista de la Escuela de Periodismo "Carlos Septién García", ocupó los cargos de consejero Nacional del PAN, consejero estatal en Sinaloa y Veracruz y presidente del PAN en Veracruz. Fue además rector de la Universidad Católica de Culiacán.
Fue diputado Federal plurinominal a la LVI Legislatura de 1994 a 1997 y coordinador de la campaña de Manuel Espino a presidente del PAN en 2005. De 2001 a 2003 fue embajador de México en Grecia y de 2004 a 2006 funcionario de la Secretaría de Educación Pública.
Falleció el 29 de enero de 2013, a la edad de 81 años en  Ciudad de México.